# James Jones (écrivain)
Pour les articles homonymes, voir Jones et James Jones.
James Ramon Jones (né le 6 novembre 1921 à Robinson dans l'Illinois et mort le 9 mai 1977 à Southampton dans l'État de New York) est un écrivain américain, ancien soldat de la Seconde Guerre mondiale sur le front du Pacifique. Son œuvre a inspiré à plusieurs reprises le cinéma et la télévision. L'un de ces adaptations la plus célèbre est Tant qu'il y aura des hommes de Fred Zinnemann, avec Burt Lancaster et Deborah Kerr, qui remporte l'Oscar du meilleur film en 1954. La Ligne rouge de Terrence Malick, L'attaque dura sept jours d'Andrew Marton ou Comme un torrent de Vincente Minnelli sont également inspirés de ses romans.

## Biographie
Naissance à Robinson dans l'Illinois. Il s'engage dans l'armée en 1939 et sert notamment dans la 25e division d'infanterie et participe à la campagne de Guadalcanal. Il est blessé lors de la bataille des monts Austen, du Cheval au galop et de l'Hippocampe.
Son expérience de la guerre l'inspire à son retour aux États-Unis et il devient romancier. Il obtient le succès avec son premier roman, le récit de guerre nommé Tant qu’il y aura des hommes (From Here to Eternity). Lauréat du National Book Award en 1952, ce récit est adapté au cinéma l'année suivante par Fred Zinnemann. Le film homonyme (Tant qu'il y aura des hommes) est alors un succès critique et commercial et remporte de nombreux prix dont l'Oscar du meilleur film en 1954, permettant à Jones d'accéder à la notoriété.
Il couvre la Guerre du Viêt Nam en tant que journaliste puis poursuit ensuite sa carrière d'écrivain, publiant plusieurs romans en lien avec la guerre et son expérience. Plusieurs de ses récits connaissent une adaptation au cinéma ou à la télévision. Il s'établit un temps à Paris avant de revenir aux États-Unis ou il décède prématurément en 1977 à l'âge de 55 ans. 
Sa fille, Kaylie Jones, devient à son tour écrivain. Son roman A Soldier's Daughter Never Cries écrit en 1990 devient au cinéma le film La fille d'un soldat ne pleure jamais. Il s'agit d'une biographie douce-amère sur son enfance et sa relation avec son père.
La Ligne rouge réalisé par Terrence Malick en 1998 est la seconde adaptation du roman La Ligne rouge. Porté par un casting fabuleux, le film connaît un succès critique et commercial et permet à l’œuvre de James Jones de connaître une nouvelle jeunesse.

## Œuvres

### Romans
- Tant qu’il y aura des hommes (From Here to Eternity) (1951)
- Comme un torrent (Some Came Running) (1957)
- Le Pistolet (The Pistol) (1959)
- La Ligne rouge (The Thin Red Line) (1962) (aussi publié en 1969 sous le titre : Mourir ou crever)
- Go to the Widow-Maker (1967)
- Ce plus grand amour (The Ice-Cream Headache and Other Stories ) (1968)
- Le Joli mois de Mai (The Merry Month of May) (1971)
- Un coup de soleil (A Touch of Danger) (1973)
- Le Soldat reconnu (WW II) (1975)
- Le Retour (Whistle) (1978, ouvrage posthume complété par Willie Morris)

## Adaptations

### Au cinéma
- 1953 : Tant qu'il y aura des hommes (From Here to Eternity), film américain réalisé par Fred Zinnemann d'après le roman homonyme, avec Burt Lancaster, Montgomery Clift, Frank Sinatra, Donna Reed et Deborah Kerr.
- 1958 : Comme un torrent (Some Came Running), film américain réalisé par Vincente Minnelli d'après le roman homonyme, avec Frank Sinatra, Dean Martin, Martha Hyer et Shirley MacLaine.
- 1964 : L'attaque dura sept jours (The Thin Red Line), film américain réalisé par Andrew Marton d'après le roman éponyme, avec Keir Dullea et Jack Warden.
- 1964 :  Aska susayanlar, film turc de Feyzi Tuna.
- 1998 : La Ligne rouge (The Thin Red Line), film américano-canadien réalisé par Terrence Malick d'après le roman éponyme, avec Sean Penn, Jim Caviezel, John Cusack, Adrien Brody, Elias Koteas, Nick Nolte, John Travolta, George Clooney, Ben Chaplin, Woody Harrelson, Dash Mihok, Nick Stahl, John C. Reilly et Jared Leto.

### À la télévision
- 1965 : The Wednesday Play (en), épisode The Pistol, adapté du roman homonyme.
- 1979 : From Here to Eternity (mini-série télévisée), avec Natalie Wood, William Devane, Steve Railsback, Roy Thinnes, Joe Pantoliano et Kim Basinger.
- 1980 : From Here to Eternity (série télévisée), avec William Devane, Kim Basinger, Barbara Hershey, Roy Thinnes et Don Johnson.